# Soustons
Soustons é uma comuna francesa na região administrativa da Nova Aquitânia, no departamento Landes. Estende-se por uma área de 99,68 km². Em 2010 a comuna tinha 8 251 habitantes (densidade: 82,8 hab./km²).